# Eukoenenia siamensis
Eukoenenia siamensis är en spindeldjursart som först beskrevs av Hansen 1901.  Eukoenenia siamensis ingår i släktet Eukoenenia och familjen Eukoeneniidae. Inga underarter finns listade i Catalogue of Life.